# 亨德森米爾 (佛羅里達州)
亨德森米爾（英語：Henderson Mill）是位於美國佛羅里達州卡爾霍恩縣的一個非建制地區。該地的面積和人口皆未知。

## 地理
亨德森米爾的座標為30°34′04″N 85°04′11″W / 30.56778°N 85.06972°W，而該地的平均海拔高度為32米（即105英尺）。